# USA Tour 2020
USA Tour 2020 será la decimosegunda gira de la banda española La Oreja de Van Gogh. Fue anunciada el 27 de enero de 2020 a través de sus redes sociales en adelanto al lanzamiento de su próximo álbum de estudio que fue grabado durante el mes de enero del mismo año.

## Fechas
| Fecha              | Ciudad        | País           | Recinto                 |
| ------------------ | ------------- | -------------- | ----------------------- |
| 12 de mayo de 2020 | Los Ángeles   | Estados Unidos | Wiltern Theatre         |
| 13 de mayo de 2020 | Sacramento    | Estados Unidos | Ace of Spades           |
| 14 de mayo de 2020 | San Francisco | Estados Unidos | The Fillmore            |
| 17 de mayo de 2020 | San Diego     | Estados Unidos | House of Blues          |
| 19 de mayo de 2020 | Las Vegas     | Estados Unidos | House of Blues          |
| 21 de mayo de 2020 | Denver        | Estados Unidos | Summit                  |
| 23 de mayo de 2020 | Phoenix       | Estados Unidos | The Van Buren           |
| 24 de mayo de 2020 | Houston       | Estados Unidos | House of Blues          |
| 27 de mayo de 2020 | Dallas        | Estados Unidos | House of Blues          |
| 28 de mayo de 2020 | San Antonio   | Estados Unidos | Aztec Theatre           |
| 30 de mayo de 2020 | McAllen       | Estados Unidos | McAllen Performing Arts |
| 2 de junio de 2020 | Atlanta       | Estados Unidos | Buckhead Theatre        |
| 4 de junio de 2020 | Miami         | Estados Unidos | The Fillmore            |
| 5 de junio de 2020 | Orlando       | Estados Unidos | House of Blues          |
| 6 de junio de 2020 | Silver Spring | Estados Unidos | The Fillmore            |
| 8 de junio de 2020 | Chicago       | Estados Unidos | House of Blues          |
| 9 de junio de 2020 | Nueva York    | Estados Unidos | Stage 48                |